# Brasso Venado
Brasso Venado es una localidad de Trinidad y Tobago, que forma parte de la región de Couva-Tabaquite-Talparo.

## Geografía
La localidad abarca parte de la isla Trinidad y limita al norte con Mamoral No. 2, al sur con Tabaquite, al este con Brickfield-Navet y al oeste con Brasso Tamana.

## Demografía
Datos demográficos de la localidad de Brasso Venado:
| Gráfica de evolución demográfica de Brasso Venado entre 2000 y 2011 |
|                                                                     |